# Frank Vijg
Frank Vijg (14 december 1961) was bij de Nederlandse Tweede Kamerverkiezingen 2003 kandidaat voor de Partij van de Arbeid. Als nummer 34 op de lijst werd hij gekozen in het parlement. Vanwege privéomstandigheden zag hij echter af van zijn benoeming, en nam hij geen zitting in de Tweede Kamer.
Frank Vijg studeerde rechten en bedrijfskunde. Hij is momenteel onder meer freelance-presentator van een sportprogramma bij RTV Rijnmond. Voor deze omroep maakt hij onder meer de programma's FC Rijnmond, Rijnmond Sport en Sportclub Rijnmond. Tot 2003 was hij werkzaam als directeur sector Sociale Zaken bij de gemeente Tilburg. Nadat hij afzag van het Kamerlidmaatschap was hij werkzaam als directeur Meavita Thuiszorg in Den Haag.
De stem van Vijg was tevens te horen in de 1e aflevering van Flikken Rotterdam. Hierbij presenteert hij een programma op Radio Rijnmond over een Champions League wedstrijd van Feyenoord die avond.
- Parlement.com: vge7dtphjcyn